# Selena Gomez & The Scene
Selena Gomez & The Scene és un grup de música pop formada a Hollywood, Califòrnia el 2009. A més de la cantant i fundadora Selena Gomez, la banda està composta pel guitarrista Ethan Roberts, el baixista Joey Clement, el bateria Greg Garman i Dane Forrest com a teclista.
L'any 2008, Selena Gomez va signar un contracte discogràfic amb Hollywood Records, intentant així noves formes de deixar de gravar música de bandes sonores per a Walt Disney Records. A una entrevista va afirmar que des de l'inici del seu projecte musical, no volia ser una solista, sinó formar una banda. Als inicis volia anomenar-la The Scene, però aquest nom podria confondre als fans adolescents que la coneixien pel seu nom gràcies a la sèrie Wizards of Waverly Place. Aleshores ella i els altres integrants van decidir emprar-hi dos noms, anomenant al grup Selena Gomez & The Scene. Aquesta banda la componen actualment Selena Gomez com a vocalista, Joey Clement com a baix, Greg Garman a la bateria, i al teclat Dane Forrest. Fonamentalment la seva música és pop rock, amb influències dance i punk.
Al setembre del 2009 es va publicar el seu àlbum debut titulat Kiss & Tell. Als Estats Units, aquest àlbum va vendre més de 778000 còpies i fou guardonat amb un disc d'or. Els senzills estrets d'aquest àlbum són Falling Down i Naturally. Aquest darrer es va convertir en un dels més exitosos de la banda després de rebre el certificat als EUA i al Canadà.
Després de quasi un any, al setembre del 2010 es va llançar el seu segon àlbum, A Year Without Rain que va vendre 609000 còpies als Estats Units, i rebé el certificat d'or, com a l'anterior. Els senzills d'aquest àlbum són Round and Round i A Year Without Rain. També està inclòs dins l'àlbum la cançó Live Like There's No Tomorrow, que és part de la banda sonora de la pel·lícula Ramona and Beezus.
El seu tercer àlbum, When The Sun Goes Down, fou llançat al juny de 2011, i, com als anteriors guanya un disc d'or als EUA. L'àlbum compta amb la col·laboració de Pixie Lott, Britney Spears i Katy Perry, respectivament per a les cançons We Own The Night, Whiplash i That's More Like It. Els senzills extrets són Who Says, Love You Like a Love Song i Hit The Lights, el primer i el segon foren condecorats amb discs per haver venut 2 milions de còpies legals als Estats Units. També s'extreuen dos senzills promocionals, Bang Bang Bang i Dices (versió en espanyol de Who Says). La banda va estar promovent el seu tercer àlbum mitjançant el We Own The Night Tour, que començà a Nord-amèrica el 2011 i finalitzà el 2012 a Sud-amèrica.
When The Sun Goes Down va ser un dels 200 àlbums més venuts als EUA durant el 2011, superant a Sorry For Party Rocking de LMFAO, Talk That Talk de Rihanna, Stronger de Kelly Clarkson, Goodbye Lullaby de Avril Lavigne i Unbroken de Demi Lovato, entre d'altres.
Al febrer del 2012, Selena Gomez va publicar un missatge a la xarxa social Facebook en el qual assegurava que prendrà "un descans" de la música per a dedicar-se més a l'actuació, comentant que "la meva banda i jo ens separarem un temps" i "aquest any (2012) serà un any de pel·lícules i actuació, vull que la meva banda toqui música a on vulgui i amb qui vulgui. Tornarem però, serà d'aquí un llarg temps. Estim a la meva banda i us estimo a vosaltres (als admiradors)". A més, Gomez va comentar que li emociona la seva nova etapa a la carrera sense música.
Pel que fa al seu estil musical i les seves influències, l'àlbum Kiss & Tell es compon generalment de música pop, encara que també disposa d'una àmplia varietat de gèneres com el pop-punk, dance amb influències llatines, pop rock i emo pop. Per a Bill Lamp de About.com, la cantant, encara que té un estil distinguible, en algunes cançons es deriva d'estils d'altres artistes com Kelly Clarkson per a I Won't Apologize, Avril Lavigne per Crush i Miley Cyrus per The Way I Loved You.
Després de la publicació de Kiss & Tell, Gomez va dir que el segon àlbum té un estil més madur. De fet, segons els crítics, A Year Without Rain és un "àlbum més seriós, parlant en termes musicals". Es defineix més dins el gènere del dance pop, reduint la influència del pop rock i emo pop.
Tim Sendra, de AllMusic, va comentar que When The Sun Goes Down torna a assumir l'estil mostrat al primer àlbum, que mostra una cantant més alegre i sense preocupacions. Segons Bill Lamp de About.com, Gomez "va fer una maduració gradual del món del pop de Disney per a convertir-lo en alguna cosa més atractiva per als adults fans del pop, demostrant que arribà més enllà que altres cantants de Disney com Miley Cyrus i Demi Lovato.
Selena va comentar que d'adolescent es va inspirar en el personatge Lizzie McGuire interpretat per Hillary Duff, i més endavant per Bruno Mars, Katy Perry, Cheryl Cole i en particular per Britney Spears, les primeres cançons de la qual són les seves preferides. Durant les presentacions al We Own The Night Tour, Gomez va fer un homenatge a Britney Spears, on va incloure les cançons Baby One More Time, You Drive Me Crazy, I'm A Slave 4 U, Toxic, Oops!... I Did It Again i Hold It Against Me. Selena també ha influenciat notablement a altres artistes, com és el cas de China Anne McClain i Bella Thorne, entre d'altres.